# مريم ناصر
مريم ناصر (15 فبراير 2002) هي لاعبة كرة قدم تلعب في خط الوسط، لعبت سابقاً لصالح نادي لانس الفرنسي في الدرجة الثانية. ولدت في فرنسا، وقد مثّلت منتخب الجزائر لكرة القدم للسيدات في بعض المباريات الدولية.

## المسيرة الكروية
في 20 يونيو 2024، أعلن نادي لانس رحيلها عن الفريق. وفي 27 يونيو 2024، وقّعت مع فريق روبيكس ويرفيك في الدرجة الثالثة.

## المسيرة الدولية

### مسيرة الشباب
هي لاعبة دولية سابقة في منتخب فرنسا للشباب، وقد حصلت على بعض الكؤوس مع منتخب السيدات تحت 16 سنة، وتحت 17 سنة، وتحت 20 سنة. شاركت في مباريات ودية مع منتخبي تحت 16 و20 عامًا وتنافست في تصفيات بطولة أوروبا للسيدات تحت 17 عامًا 2019 مع فرنسا، ولكن فرنسا لم تتأهل للبطولة النهائية.

### مهنة الكبار
في فبراير 2023، بعد تعيين فريد بن ستيتي مدربًا رئيسيًا للجزائر، استدعى مريم إلى الفريق الأول لمعسكر تدريبي في سيدي موسى. في يوليو 2024، استدعيت مرة أخرى لمباراة ثنائية ضد السنغال.

## إحصائيات المهنة

### النادي
آخر تحديث 26 مايو 2024
.
| النادي          | الموسم          | الدوري          | الدوري | الدوري  | الكأس  | الكأس   | إقليمي | إقليمي  | أخرى   | أخرى    | المجموع | المجموع |
| النادي          | الموسم          | القسم           | الظهور | الأهداف | الظهور | الأهداف | الظهور | الأهداف | الظهور | الأهداف | الظهور  | الأهداف |
| --------------- | --------------- | --------------- | ------ | ------- | ------ | ------- | ------ | ------- | ------ | ------- | ------- | ------- |
| أراس            | 2019–2020       | الدرجة الثانية ‏ | 3      | 0       | 3      | 0       | —      | —       | —      | —       | 6       | 0       |
| لانس            | 2020–21         | الدرجة الثانية  | 2      | 0       | —      | —       | —      | —       | —      | —       | 2       | 0       |
| لانس            | 2021–22         | الدرجة الثانية  | 17     | 0       | 3      | 2       | —      | —       | —      | —       | 20      | 2       |
| لانس            | 2022–23         | الدرجة الثانية  | 17     | 0       | 2      | 0       | —      | —       | —      | —       | 19      | 0       |
| لانس            | 2023–24         | الدرجة الثانية  | 6      | 0       | 2      | 0       | —      | —       | —      | —       | 8       | 0       |
| لانس            | المجموع         | المجموع         | 45     | 0       | 10     | 2       | —      | —       | —      | —       | 55      | 2       |
| المجموع الوظيفي | المجموع الوظيفي | المجموع الوظيفي | 45     | 0       | 10     | 2       | —      | —       | —      | —       | 55      | 2       |

## روابط خارجية
- مريم ناصر على موقع قاعدة بيانات كرة القدم.إي يو (الإنجليزية)
- مريم ناصر على موقع Soccerway.com (الإنجليزية)